# Miejski Zakład Komunikacyjny w Żaganiu
Miejski Zakład Komunikacyjny w Żaganiu (MZK Żagań) - przedsiębiorstwo przewozowe obsługujące komunikację miejską i podmiejską na terenie powiatu żagańskiego i żarskiego należące do gminy miejskiej Żagań

## Historia
Komunikacja miejska w Żaganiu została uruchomiona w dniu 1 września 1975 r. przez Zakład Komunikacji wchodzący w skład Przedsiębiorstwa Komunikacji Miejskiej w Zielonej Górze. Kierownikiem Oddziału został Jan Chimiak.
W roku 1989 został zorganizowany strajk załogi, którego skutkiem było podzielenie się Wojewódzkiego Przedsiębiorstwa Komunikacji Miejskiej w Zielonej Górze na trzy odrębne jednostki. Jedną z samodzielnych jednostek został oddział w Żaganiu, który od 1 maja 1989 r. oficjalnie zaczął nazywać się: Miejskie Przedsiębiorstwo Komunikacyjne w Żaganiu. Ta forma organizacyjna przedsiębiorstwa utrzymała się do dnia 1 czerwca 1991 r. Tego dnia Uchwałą Rady Miejskiej w Żaganiu nastąpiła zmiana formy organizacyjno-prawnej MPK na zakład budżetowy pod nazwą: Miejski Zakład Komunikacyjny w Żaganiu. Pierwszym dyrektorem nowego zakładu został mgr inż. Jerzy Oleksy.
Komunikacja miejska oraz podmiejska, funkcjonuje na obszarze o łącznej powierzchni 77093 ha. Dominującą rolę w regionie odgrywają miasta Żagań i Żary – jako ośrodki administracyjno-gospodarcze. Tu właśnie skupiają się największe w tej okolicy przedsiębiorstwa przemysłowe, duże kompleksy koszarowe, a także występuje rozbudowana sieć szkół średnich. Obecnie Żagań z Żarami łączy dziewięć linii autobusowych. Linie te są jednymi z najbardziej rentownych linii komunikacyjnych, na tej trasie występują największe potoki pasażerów. W sierpniu 2003 r. nastąpiło przekształcenie zakładu budżetowego w spółkę z o.o. Od tego czasu nazwa brzmi: Miejski Zakład Komunikacyjny sp. z o.o.
Obecnie przedsiębiorstwo zatrudnia 73 pracowników, w tym 42 kierowców. W 2013 roku spółka wystartowała w przetargu na obsługę komunikacji miejskiej w Nowej Soli i go wygrała. Przewoźnik rozpoczął obsługę linii od 1 maja 2013, a zakończył 31 grudnia 2014. Do obsługi trzech linii początkowo zostały skierowane miejskie Jelcze Vero, a później wraz z uruchomieniem czwartej linii przewoźnik wynajął od MZUK Wałbrzych trzy Autosany Sancity 9LE oraz Autosana Sancity 10LF.

## Usługi dodatkowe
MZK Żagań oprócz świadczenia usług w komunikacji oferuje także w swojej ofercie: przewozy turystyczne krajowe i międzynarodowe, myjnię samochodową – obsługującą autobusy i pojazdy ciężarowe, parking strzeżony, usługi pomocy drogowej, stację paliw, naprawy autobusów i samochodów ciężarowych.

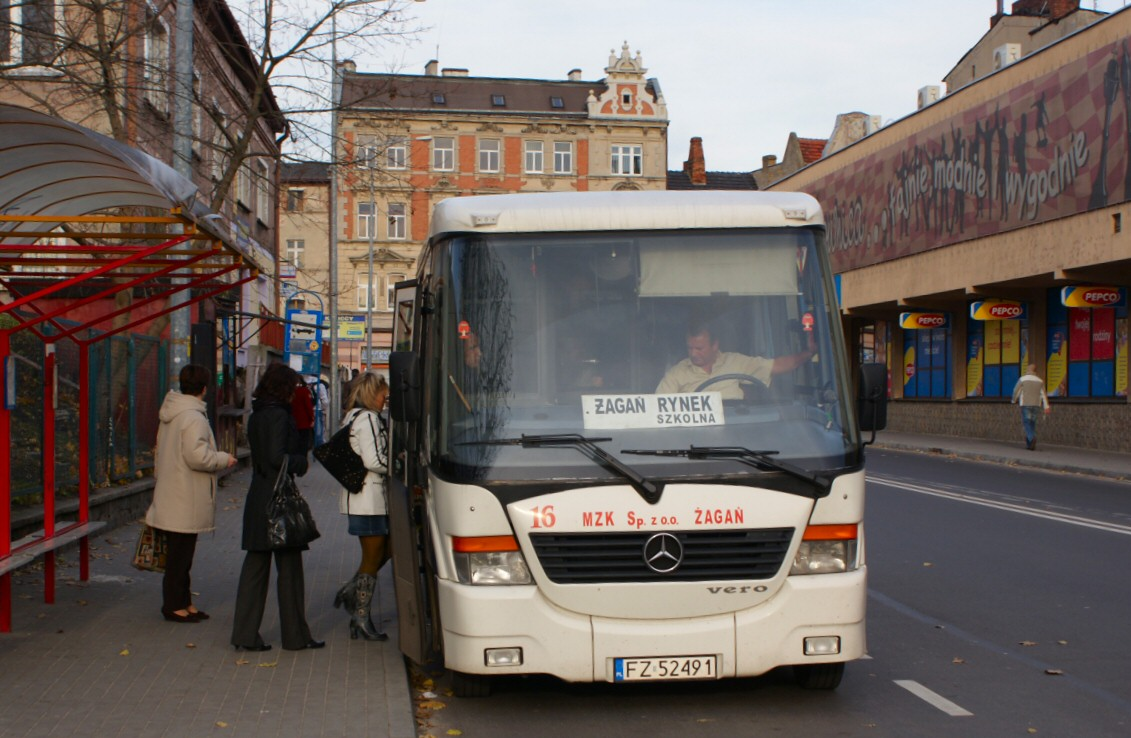
Jelcz L081MB/3 Vero na ul. Ułańskiej w Żarach

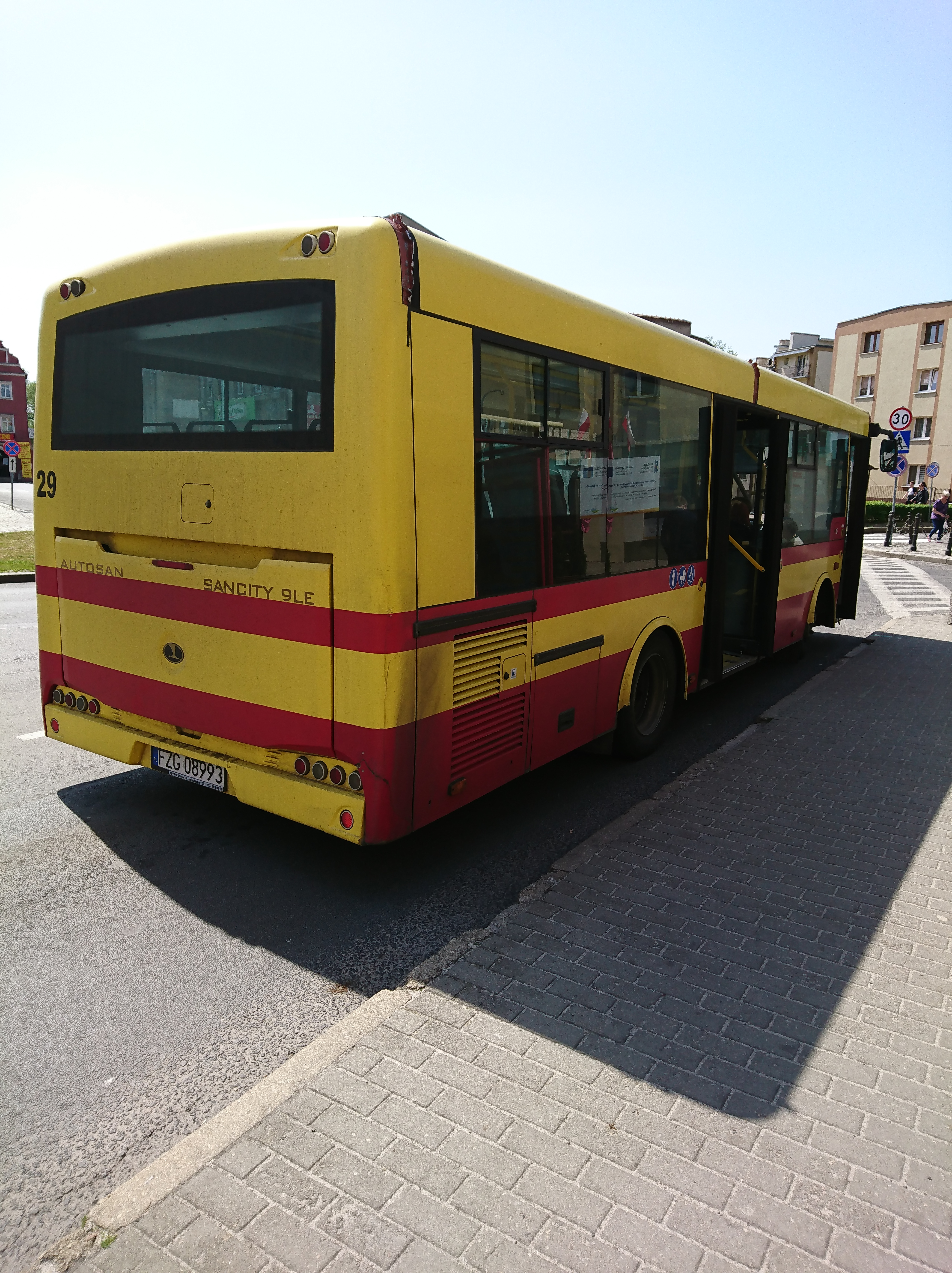
tył Autosana Sancity 9LE

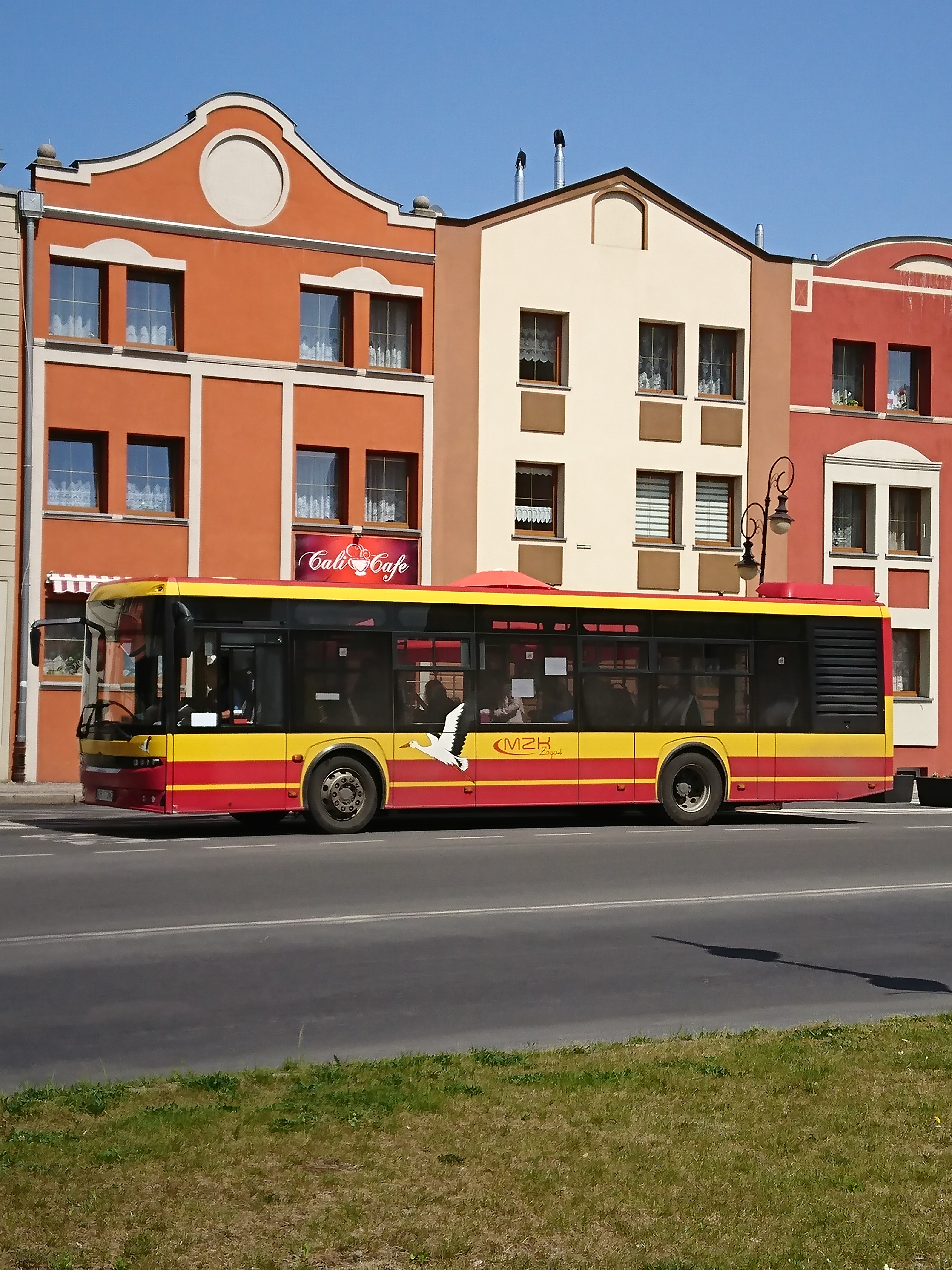
Autosan Sancity 10LF na żagańskim rynku

## Tabor
| Typ autobusu         | Początek eksploatacji | przewóz osób na wózkach | Numery taborowe | Liczba |
| Jelcz M081MB/3 Vero  | 2004-2006             | przewóz osób na wózkach | 8, 9, 11, 14    | 4      |
| Jelcz L081MB/3 Vero  | 2007-2008             |                         | 15-19, 21, 22   | 7      |
| Autosan A1010T Lider | 2007, 2008            |                         | 20, 6           | 2      |
| Jelcz T081MB Vero    | 2009                  |                         | 24              | 1      |
| Autosan Sancity 9LE  | 2011                  | przewóz osób na wózkach | 25, 29, 30      | 3      |
| Autosan Sancity 10LF | 2013                  | przewóz osób na wózkach | 13              | 1      |
| Iveco EuroRider      | 2018                  |                         | 2, 7            | 2      |
| Karosa C956          | 2021, 2022            |                         | 26-28, ?        | 4      |
| Volvo 8700           | 2022                  |                         | 31, 32, ?       | 4      |
| Suma pojazdów        | Suma pojazdów         | Suma pojazdów           | Suma pojazdów   | 28     |

(tabor na dzień 07.10.2022 r.)

### Tabor wycofany
| Typ autobusu                 | Początek eksploatacji | Rok wycofania | przewóz osób na wózkach | Numery taborowe | Liczba |
| Jelcz PR110M                 | 1991                  | 2002-2006     |                         | 33-35           | 3      |
| Jelcz L100                   | 2003                  | 2006          |                         | 6               | 1      |
| Jelcz M11                    | 1987-1992             | 1998-2010     |                         | 11-32, 36       | 23     |
| Jelcz 120M                   | 1994                  | 2010          |                         | 38              | 1      |
| Autosan A1010M               | 1998                  | 2011          |                         | 2               | 1      |
| Jelcz L090M                  | 2000                  | 2009-2011     |                         | 4, 5            | 2      |
| Autosan H9-35                | 1985-1995             | 1998-2012     |                         | 10, 39, 40      | 3      |
| Jelcz L120                   | 1999                  | 2012          |                         | 3               | 1      |
| Jelcz M121MB                 | 1996                  | 2013          | ?                       | 1               | 1      |
| Neoplan N409                 | 2003                  | 2016          |                         | 7               | 1      |
| Mercedes-Benz O405NÜ2        | 2009                  | 2017          | ?                       | 26              | 1      |
| Van Hool A600                | 2009                  | 2017          | ?                       | 27              | 1      |
| Autosan A0808T               | 2004                  | 2018          |                         | 10              | 1      |
| Van Hool A308                | 2010                  | 2018          | ?                       | 28              | 1      |
| Gépébus Oréos 55             | 2009                  | 2020          | ?                       | 5               | 1      |
| Pegaso 5237 / Obradors ST350 | 2018                  | 2021          |                         | 3               | 1      |
| Autosan A404T Cezar          | 2018                  | 2021          |                         | 1               | 1      |
| Autosan A0909L Tramp         | 2008                  | 2021          |                         | 23              | 1      |
| Setra S315 NF                | 2017                  | 2021          | przewóz osób na wózkach | 4               | 1      |
| Jelcz M081MB/3 Vero          | 2005                  | 2021          | przewóz osób na wózkach | 12              | 1      |
| Suma pojazdów                | Suma pojazdów         | Suma pojazdów | Suma pojazdów           | Suma pojazdów   | 47     |

(tabor na dzień 07.10.2022 r.)